# Michael Mosley
Pour les articles homonymes, voir Michael et Mosley.
 (avril 2016).
Si vous disposez d'ouvrages ou d'articles de référence ou si vous connaissez des sites web de qualité traitant du thème abordé ici, merci de compléter l'article en donnant les références utiles à sa vérifiabilité et en les liant à la section « Notes et références ».
 Michael Mosley né le 16 septembre 1978 à Iowa City, Iowa, États-Unis, est un acteur et mannequin américain

## Biographie
Michael Mosley naît le 16 septembre 1978 à Iowa City, dans l'État de l'Iowa, aux États-Unis.
Il étudie à l'American Academy of Dramatic Arts à New York de 1998 à 2001.

### Vie privée
Il a été marié à Anna Camp de 2010 à 2013.

## Carrière
Il commence sa carrière à la télévision en 2001 avec la série The Education of Max Bickford et il enchaîne l'année suivante avec des rôles dans New York 911, New York, unité spéciale et Le justicier de l'ombre.
Il débute au cinéma en 2003 dans The Bog Creatures de J. Christian Ingvordsen. Deux ans plus tard, il tient un rôle de figuration dans Brother to Brother aux côtés d'Anthony Mackie et joue également dans Swimmers.
En 2006, il fait son retour sur le petit écran dans la série Conviction et décroche un rôle dans Kidnapped, avec Timothy Hutton, Dana Delany, Jeremy Sisto et Carmen Ejogo, jusqu'à l'année d'après. Toujours en 2007, il tourne dans plusieurs films : The Big Bad Swim, Room 314, The Insurgents, Bella et Goodbye Baby.
En 2008, il a un petit rôle dans 27 robes d'Anne Fletcher (il tournera de nouveau pour elle l'année suivante dans La Proposition) et est aussi présent dans Un mari de trop, ainsi que dans un épisode de Sur écoute.
En 2010, après avoir quitté Scrubs, il joue dans Los Angeles, police judiciaire, The Closer : L.A. enquêtes prioritaires et Castle (il reprendra son rôle en 2012 et 2015).
En 2012, après Pan Am, il retrouve des rôles dans 30 Rock, Revolution, Last Resort (jusqu'à l'année suivante) et dans Longmire (jusqu'en 2014). Il tourne au cinéma dans You're Nobody 'til Somebody Kills You de Michael A. Pinckney.
En 2014, il décroche un rôle dans Sirens, jusqu'à l'année d'après. Toujours en 2015, il joue une troisième fois pour Anne Fletcher dans En cavale avec Reese Witherspoon et Sofia Vergara.
En 2017, il obtient un rôle secondaire dans Ozark, avec Jason Bateman et Laura Linney (entre autres), il revient pour la seconde saison, diffusée l'année suivante sur Netflix. Après cela, il tourne au cinéma dans Peppermint de Pierre Morel avec Jennifer Garner et dans A Crooked Somebody de Trevor White.
En 2020, il reprend son rôle dans Esprits criminels et dans la série Next.

## Filmographie

### Cinéma

#### Longs métrages
- 2003 : The Bog Creatures de J. Christian Ingvordsen : Nick Warren
- 2005 : Brother to Brother de Rodney Evans : Un homme dans le métro
- 2005 : Swimmers de Doug Sadler : Mike Tyler
- 2007 : The Big Bad Swim d'Ishai Setton : Shawn
- 2007 : Room 314 de Michael Knowles : David
- 2007 : The Insurgents de Scott Dacko : James
- 2007 : Bella d'Alejandro Monteverde : Kevin
- 2007 : Goodbye Baby de Daniel Schechter : Kevin
- 2008 : 27 robes (27 Dresses) d'Anne Fletcher : Un client dans le bar
- 2008 : Un mari de trop (The Accidental Husband) de Griffin Dunne : Declan
- 2009 : La Proposition (The Proposal) d'Anne Fletcher : Chuck
- 2011 : Restive de Jeremiah Jones : Braker
- 2012 : You're Nobody 'til Somebody Kills You de Michael A. Pinckney : Détective Francelli
- 2014 : Autumn Wanderer de Nathan Sutton : Rick
- 2015 : En cavale (Hot Pursuit) d'Anne Fletcher : Détective Dixon
- 2015 : Other People's Children de Liz Hinlein : Josh
- 2016 : L. B. Johnson, après Kennedy (LBJ) de Rob Reiner : Kenneth O'Donnell
- 2018 : Peppermint de Pierre Morel : Henderson
- 2018 : A Crooked Somebody de Trevor White : Bill Banning
- 2019 : Sister Aimee de Samantha Buck et Marie Schlingmann : Kennedy
- 2020 : aTypical Wednesday de J. Lee : Randy

#### Courts métrages
- 2010 : After Lilly de Michael Knowles : Phillip
- 2022 : In Sickness & in Health de Sarah Smick : George

### Télévision

#### Sérés télévisées
- 2001 : The Education of Max Bickford : Quincy
- 2002 : New York 911 : Stoner
- 2002 : New York, unité spéciale (Law and Order : Special Victims Unit) : Ronnie
- 2002 : Le justicier de l'ombre (Hack) : Un homme
- 2006 : Conviction : Détective Calloway
- 2006 - 2007 : Kidnapped : Malcolm Atkins
- 2008 : Sur écoute (The Wire) : Raymond Wiley
- 2009 : Mentalist : Shérif Hardy
- 2009 : Kings : Eli Shepherd
- 2009 : Three Rivers : JC Dawson
- 2009 - 2010 : Scrubs : Drew Suffin
- 2010 : Los Angeles, police judiciaire (Law and Order : Los Angeles) : Robert Forrester
- 2010 : The Closer : L.A. enquêtes prioritaires (The Closer) : Jeff Darby
- 2010 / 2012 / 2015 : Castle : Jerry Tyson / Michael Boudreau
- 2011 : Justified : Kyle Easterly
- 2011 : Futurestates : Un père
- 2011 - 2012 : Pan Am : Lieutenant Ted Vanderway
- 2012 : 30 Rock : Scott Scottsman
- 2012 : Revolution : Un soldat
- 2012 - 2013 : Last Resort : Hal Anders
- 2012 - 2014 : Longmire : Sean Keegan
- 2014 - 2015 : Sirens : Johnny Farrell
- 2016 : Elementary : Al Baxter
- 2016 : Rush Hour : Jack Douglas
- 2016 - 2017 : Fear the Walking Dead : Colton
- 2017 - 2018 : Ozark : Pasteur Mason Young
- 2018 : Seven Seconds : Joe "Fish" Rinaldi
- 2018 : FBI : U.S. Marshal Paul Ackerman
- 2019 : Brooklyn Nine-Nine : Franco McCoy
- 2019 : Titans : Dr Light
- 2019 - 2020 : Esprits criminels (Criminal Minds) : Everett Lynch
- 2020 : Next : C.M
- 2021 : The Sinner : Colin
- 2022 : The Girl from Plainville : Joseph Cataldo
- 2022 : The Calling : Détective Earl Malzone
- 2025 : Ballard : Ted Rawls

#### Téléfilms
- 2006 : Alpha Mom de Bill Lawrence : Bob
- 2016 : Dream Team de Mark Buckland : Rick Johnson